# Radzyń Podlaski
Radzyń Podlaski è una città polacca del distretto di Radzyń Podlaski nel voivodato di Lublino.
Ricopre una superficie di 19,31 km² e nel 2007 contava 16 121 abitanti.
Diede i natali al compositore Karol Lipiński.